# بیمارستان آموزشی

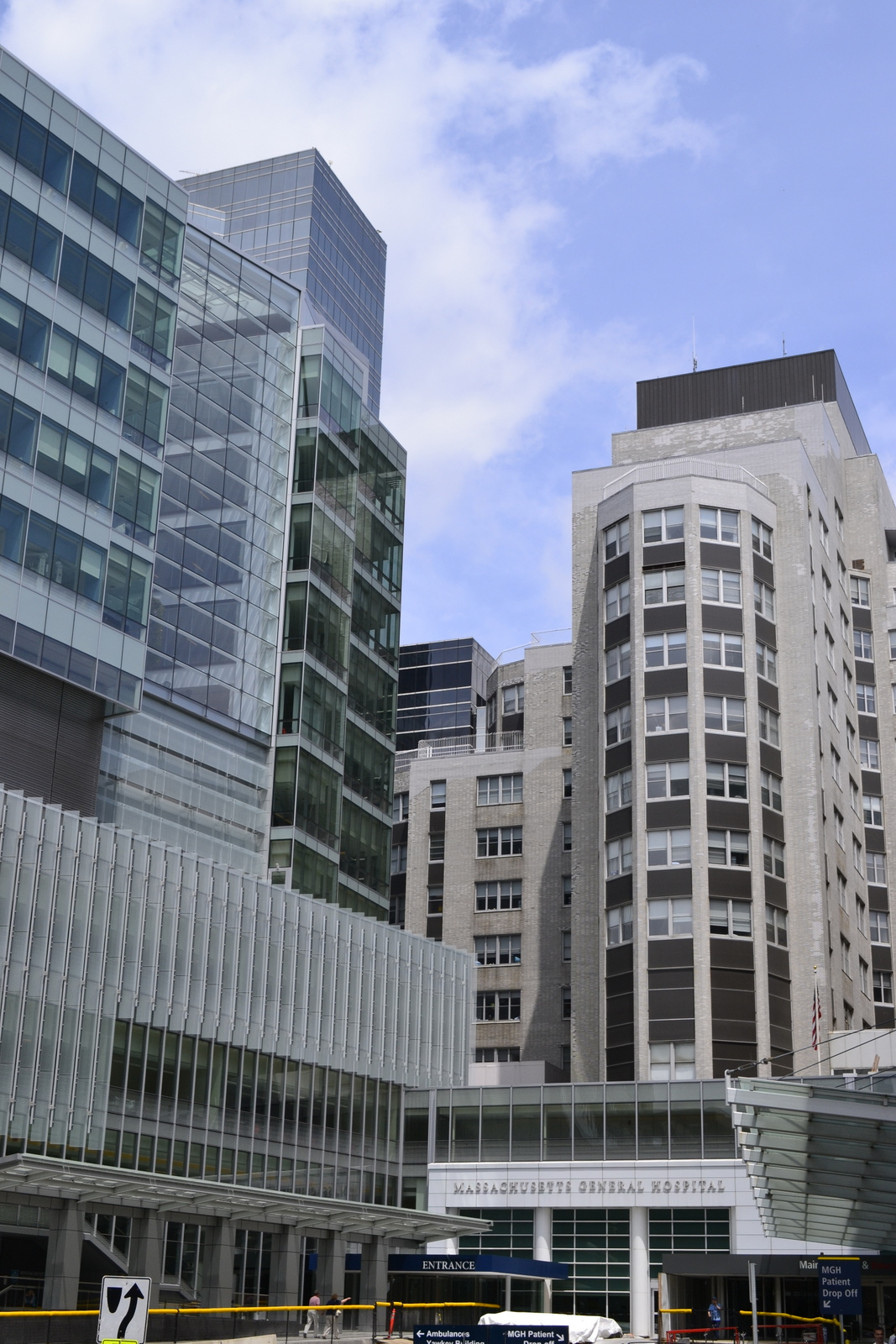
ورودی بیمارستان عمومی ماساچوست به عنوان یکی از سرشناس‌ترین بیمارستان‌های آموزشی

بیمارستان‌های آموزشی به بیمارستان‌هایی گفته می‌شود که زیرنظر دانشگاه‌های علوم‌پزشکی اداره می‌شوند و در کنار ارائه خدمات درمانی به بیماران به آموزش دانشجویان پزشکی و پرستاری و سایر تخصص‌های مرتبط با پزشکی می‌پردازند. پزشکانی که در بیمارستان‌های آموزشی طبابت می‌کنند، عضو هیئت علمی دانشگاه می‌باشند. ریاست بیمارستان و همهٔ بخش‌های بیمارستان‌های آموزشی توسط دانشگاه علوم‌پزشکی‌ای که بیمارستان زیر نظر آن اداره می‌شود، تعیین می‌شود.

## ساختار
اولین بیمارستان آموزشی که در آن دانشجویان به‌طور روشمند و تحت نظارت پزشکان مجرب اجازه می‌یافتند تا در کارهای درمانی دخالت کنند، به دانشگاه جندی‌شاپور برمی‌گردد.

## نمونه‌های سرشناس
بیمارستان‌های آموزشی جزء قدیمی‌ترین و معروف‌ترین بیمارستان‌های ایالات متحده محسوب می‌شوند که می‌توان از بیمارستان عمومی ماساچوست نام برد که تحت مدیریت دانشکده پزشکی هاروارد است.